# Księgi sądów wiecowych i nadwornych
Księgi sądów wiecowych i nadwornych – dokumenty wyodrębnione w XV w. z ksiąg ziemskich, prowadzonych dla rejestrowania czynności sądów szlacheckich.
Księgi dla sądów wiecowych (łac. libri colloquiales), a także księgi dla sądów królewskich nadwornych (łac. acta in curia) były prowadzone przez pisarzy ziemskich województw, w których odbywały się najczęściej tego rodzaju sądy (krakowskie, sieradzkie, poznańskie). Od 1455 zaczęto prowadzić osobne księgi dla sądów sejmowych. W XVI wieku doszło do podziału ksiąg na księgi dekretów oraz księgi inskrypcji. Zmiana wynikała ze wzrostu aktywności sądu ziemskiego krakowskiego, który obsługiwał także sądy wiecowe i królewskie sądy zadworne (łac. in curia) i sejmowe (łac. in conventione).

## Konstytucja o ważności zapisów
W 1588 uchwalono konstytucję sejmową o ważności zapisów, dzięki której rozwinęła się staropolska hipoteka. Konstytucja uznawała pierwszeństwo wierzytelności zapisanych na dobrach w formie wpisu w księgach sądowych przed innymi wierzytelnościami. Wszelkie takie zapisy miały być zeznane w sądzie ziemskim lub grodzkim miejsca położenia nieruchomości.